# Tim’s Bio: Life from da Bassment
Tim’s Bio: Life from da Bassment — альбом 1998 года, выпущенный Blackground Records. Номинально являясь первой пластинкой Тимбалэнда, технически диск является компиляцией треков, продюсером которых является Тимбалэнд, записанных часто при его личном участии.

## Список композиций
1. «Intro» — (Тимбалэнд при участии T.K. Kirkland)
2. «I Get It On» — (Тимбалэнд при участии Bassey)
3. «To My» — (Nas при участии Skillz, Static Major и Тимбалэнда)
4. «Here We Come» — (Timbaland featuring Magoo and Мисси Эллиот)
5. «Wit' Yo' Bad Self» — (Skillz)
6. «Lobster & Scrimp» — (при участии Jay-Z)
7. «What Cha Know About This» — (Mocha при участии Babe Blue)
8. «Can’t Nobody?» — (при участии 1 Life 2 Live)
9. «What Cha Talkin' Bout» — (при участии Lil' Man, Static Major and Magoo)
10. «Put 'Em On» — (при участии Static Major и Yaushameen Michael)
11. «Phat Rabbit» — (Тимбалэнд при участии Лудакриса)
12. «Who Am I» — (Twista)
13. «Talking on the Phone» — (Келли Прайс при участии Мисси Эллиот и Lil' Man)
14. «Keep It Real» — (при участии Ginuwine)
15. «John Blaze» — (Aaliyah при участии Мисси Эллиот)
16. «Birthday» — (Playa)
17. «3:30 in the Morning» — (Virginia Williams)
18. «Outro» — (Тимбалэнд)
19. «Bringin' It» — (Troy Mitchell featuring Timbaland)

Все треки спродюсированы Тимбалэндом с помощью Барри и Джомо Ханкерсона.